# Pardela-de-óculos
Procellaria conspicillata, comummente conhecida como  pardela-de-óculos, é uma ave procelariforme que se reproduz apenas na Ilha Inacessível, no arquipélago de Tristão da Cunha. Era classificada como criticamente em perigo pela IUCN, mas em 2018 teve seu status atualizado para vulnerável.

## Taxonomia
A espécie integra o gênero Procellaria, e por sua vez é membro da família Procellariidae e da ordem Procellariiformes. Como membro dos Procellariiformes, compartilha certas características de identificação. Primeiro, possui passagens nasais que se ligam ao bico superior, chamadas naricórnios.
Em 2004, a BirdLife International separou a pardela-de-óculos do pardelão-de-queixo-branco, que havia sido considerado coespecífico ou mesmo uma morfologia de cor.

## Descrição
É uma ave de grande porte, com aproximadamente 55 cm (22 pol) de comprimento. Pesa entre 1,01-1,3 kg. Possui faixas brancas ao redor dos olhos e o bico é amarelo. Seu período de vida médio é de 26,4 anos.

## Etimologia
Quanto ao nome científico desta espécie:
- O nome genérico, Procellaria[12], provém do latim científico, e resulta da derivação do étimo latino clássico prŏcella[13], que significa «tempestade» ou «tumulto», por associação desta espécie aos climas tempestuosos.
- O epíteto específico, conspicillata, também provém do latim clássico, tratando-se mais concretamente de uma declinação do étimo latino conspicillatus, adjectivo que significa «vigia» ou «observador».[14] Quanto ao nome comum, «pardela-de-óculos», o substantivo «pardela»[15] constitui uma alusão à coloração pardacenta característica do grupo de aves em que se insere esta espécie.

## Comportamento
A ave se alimenta de cefalópodes, peixes e crustáceos.
A espécie procria anualmente. Os avos são colocados em túneis cavados, que servem como ninho. Tais túneis são construídos em solos encharcados ao longo de drenagens e riachos.

## Alcance e habitat
É pelágico e, durante a época de não reprodução, a maior parte da espécie é encontrada na costa sul do Brasil. Também varia de leste a oeste da costa sul da África, e acredita-se que tenha sido encontrada em todo o sul do Oceano Índico no século XIX.
A espécie tem uma faixa de ocorrência de 9 670 000 km2 (3 700 000 sq mi) e uma população estimada entre 31.000 e 45 000.
Durante a época de reprodução, habita a Ilha Inacessível, do grupo Tristão da Cunha. No passado, provavelmente também se reproduzia na Ilha de Amsterdã.

## Conservação
Em 2000, a União Internacional para a Conservação da Natureza a considerou uma "espécie em perigo crítico". Um estudo subsequente deu esperança cautelosa de uma recuperação contínua da população, superando seu ponto mais baixo de apenas algumas dezenas de pares na década de 1930. Na verdade, parece que os números das espécies foram subestimados mais recentemente, já que um censo preciso é difícil diante do terreno acidentado de sua ilha natal. Consequentemente, o status de conservação desta espécie foi rebaixado para "vulnerável" na Lista Vermelha da IUCN de 2007. A avaliação de 2009 manteve seu status de vulnerável.
É ameaçado pela pesca com palangre, que mata centenas de pássaros todos os anos à medida que se enredam nas linhas de pesca e se afogam. Outras ameaças vêm de porcos selvagens, do rato-preto e de outras espécies de ratos.